# Bakshia bakshii
Bakshia bakshii är en insektsart som beskrevs av Irena Dworakowska 1977. Bakshia bakshii ingår i släktet Bakshia och familjen dvärgstritar. Inga underarter finns listade i Catalogue of Life.